# Église Saint-Pierre de Chaillevette
L'église Saint-Pierre de Chaillevette est une église catholique située dans la commune de Chaillevette en Charente-Maritime.

## Historique
La première église se trouvait dans le vieux cimetière de Chaillevette, mais la population catholique augmentant de plus en plus, il a été décidé d'en construire une seconde, plus grande, à 500 mètres, près d'une place qui, autrefois, était un cimetière. Il ne reste plus rien de la première église. L'église actuelle, de plan très simple, a été consacrée en 1777.

## Description
À l'intérieur de l'église Saint-Pierre se trouve un ex-voto trois-mâts barque de commerce du XIXe siècle, le Saint-Victor. Le navire est suspendu à la voûte et soutenu par un socle.

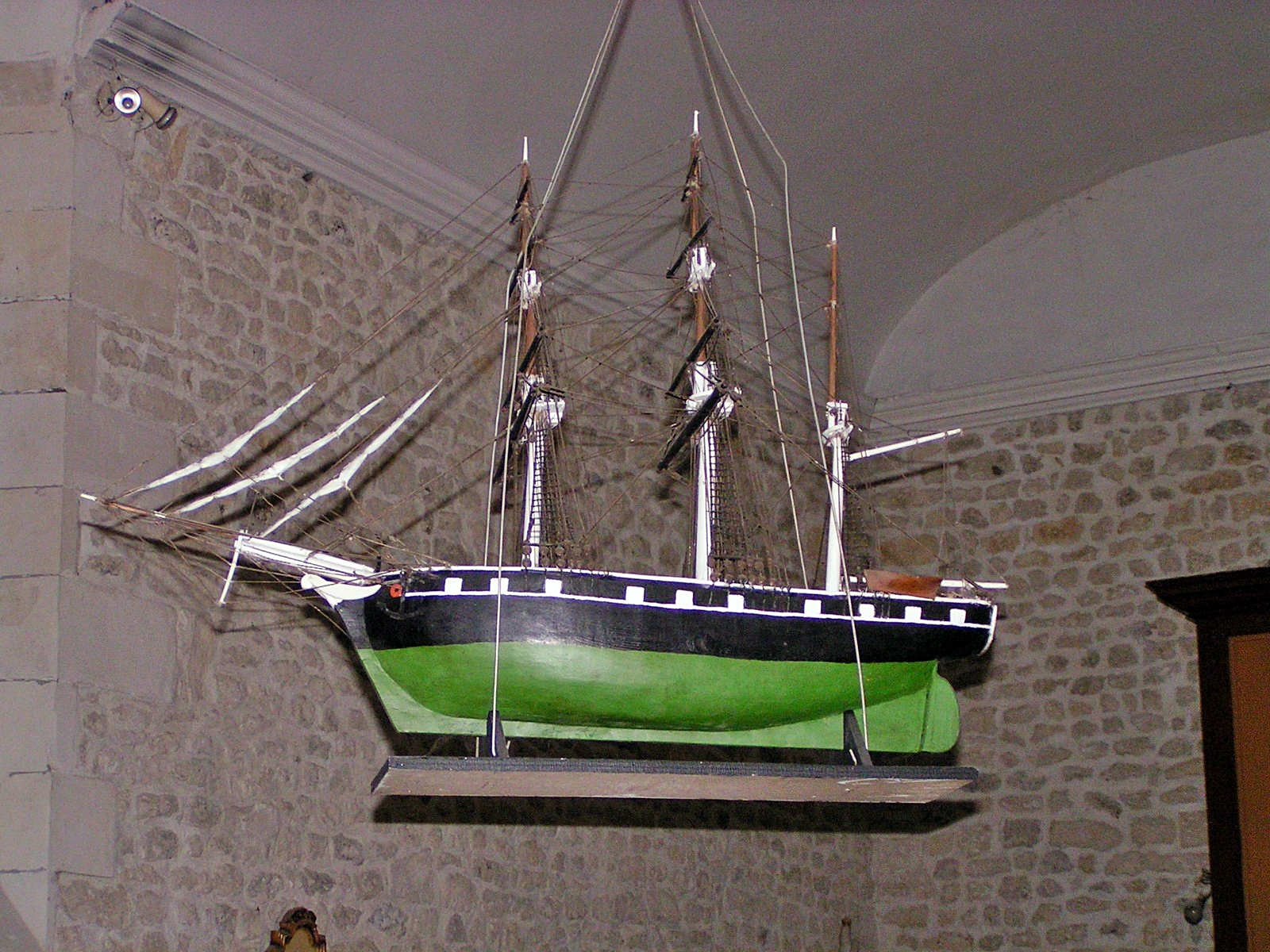